# Leptogenys manni
Leptogenys manni är en myrart som beskrevs av Wheeler 1923. Leptogenys manni ingår i släktet Leptogenys och familjen myror. Inga underarter finns listade i Catalogue of Life.

## Bildgalleri

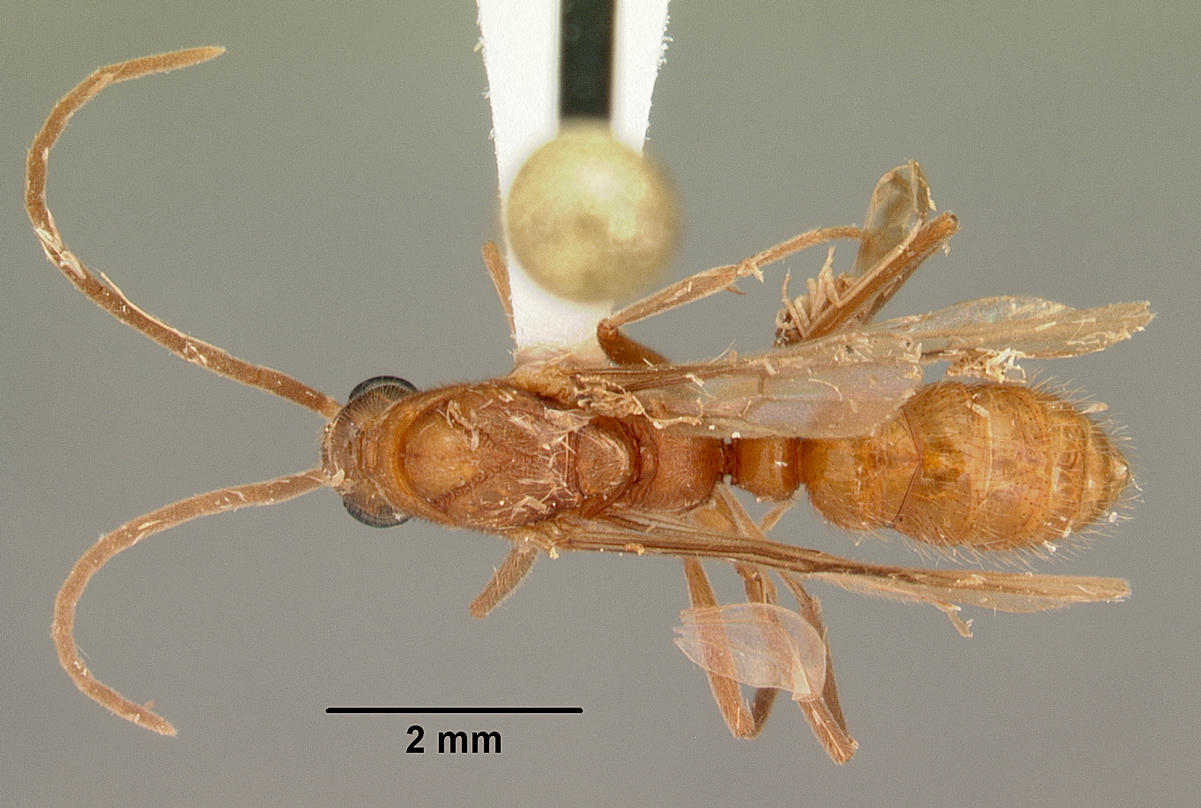
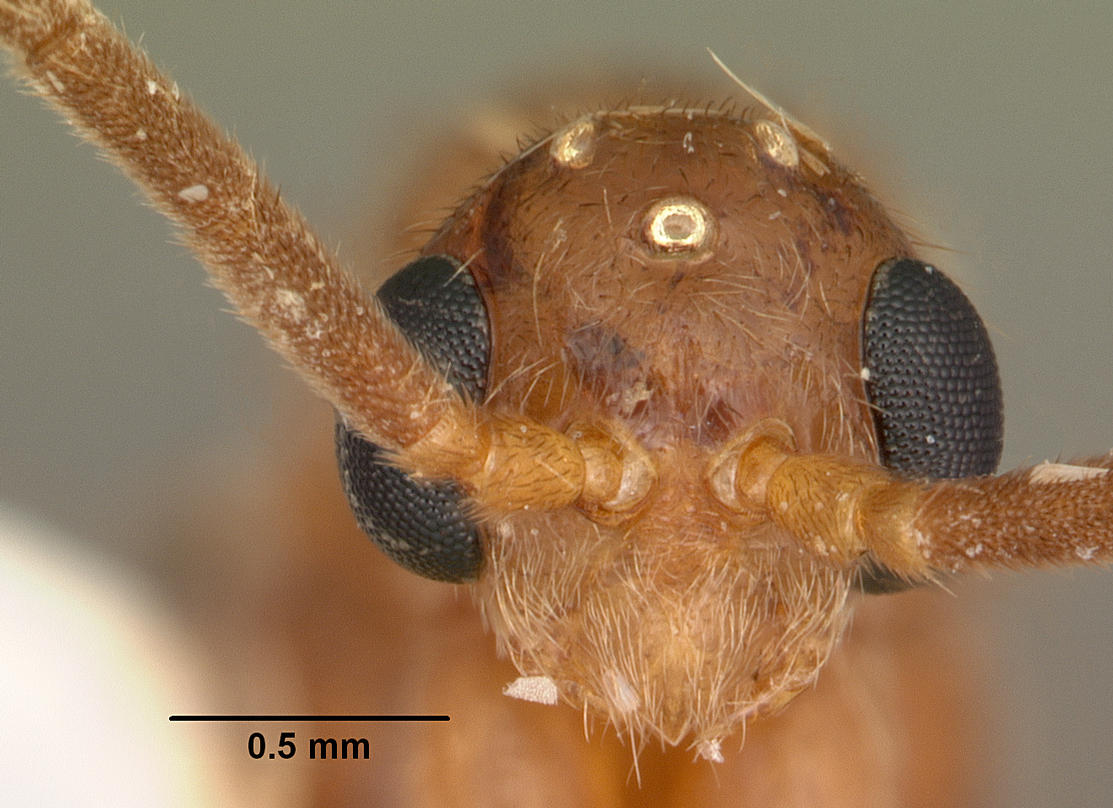
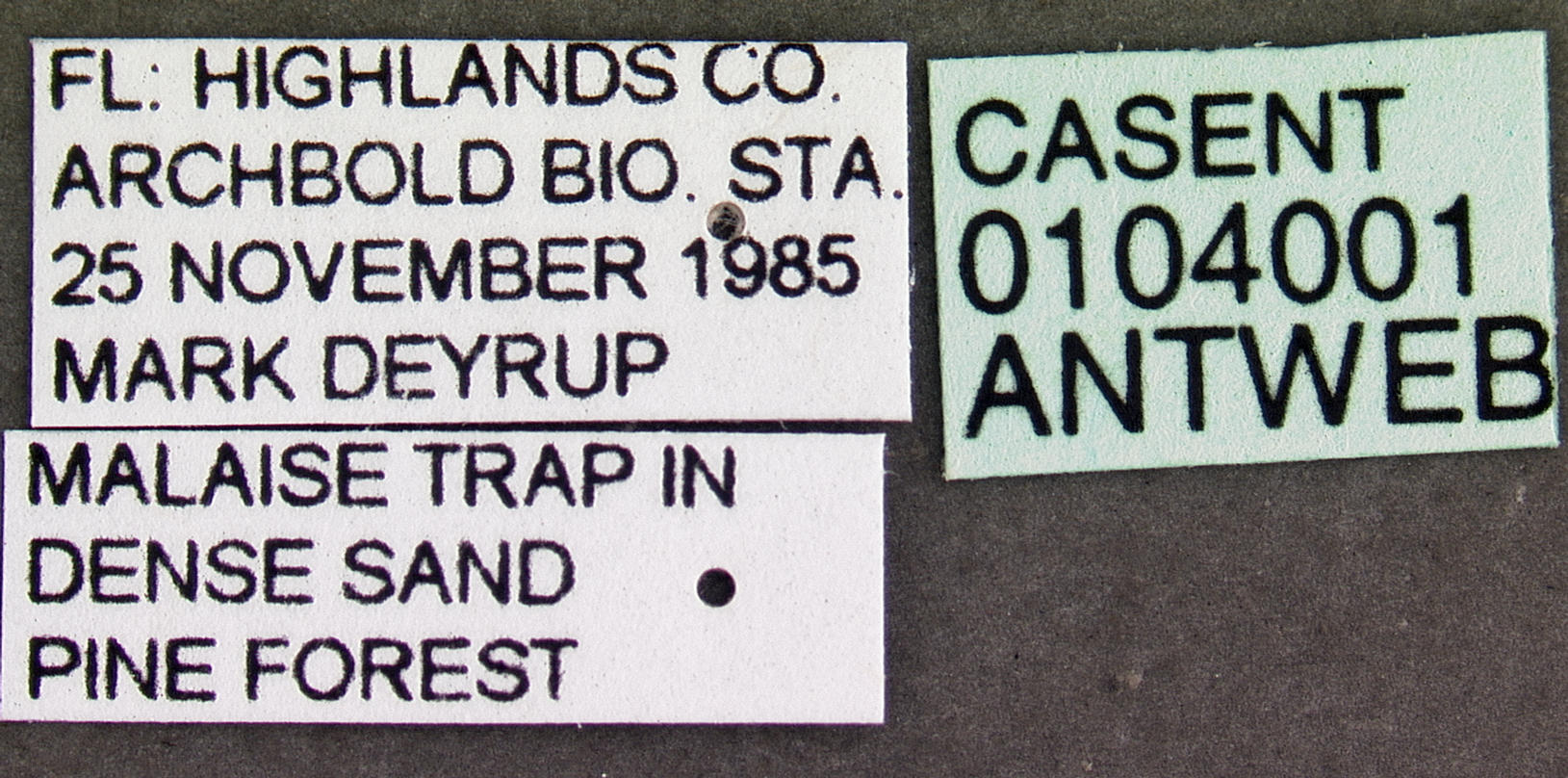
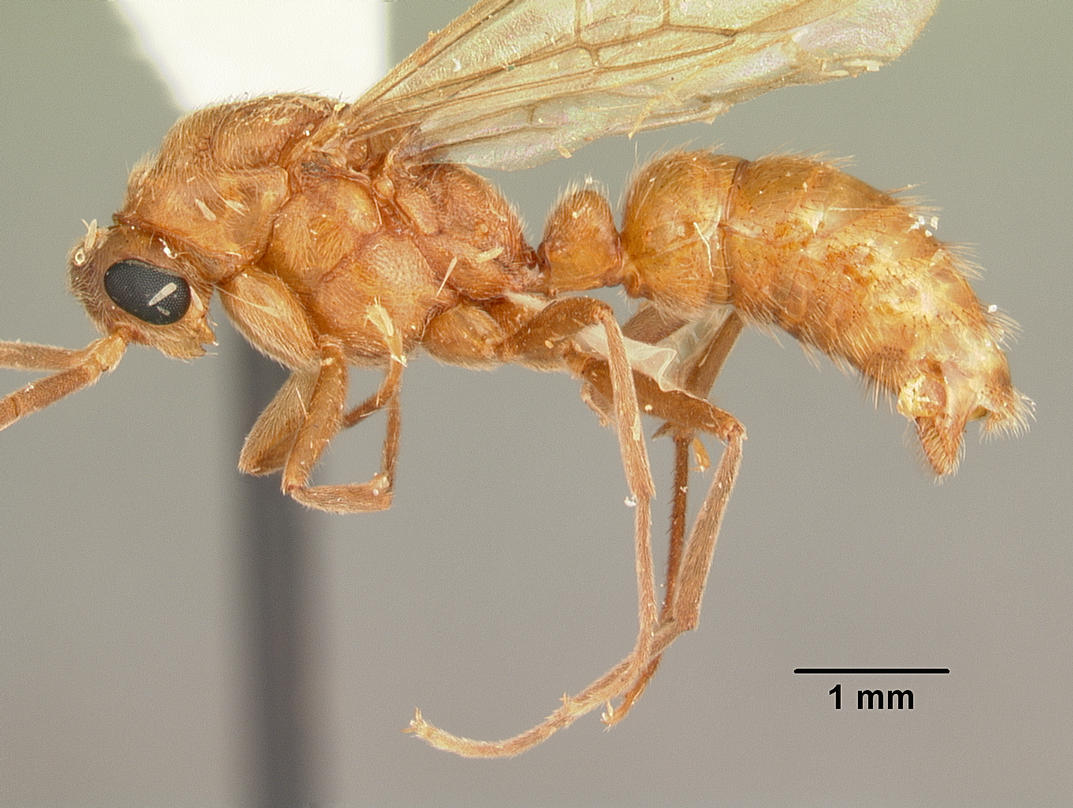
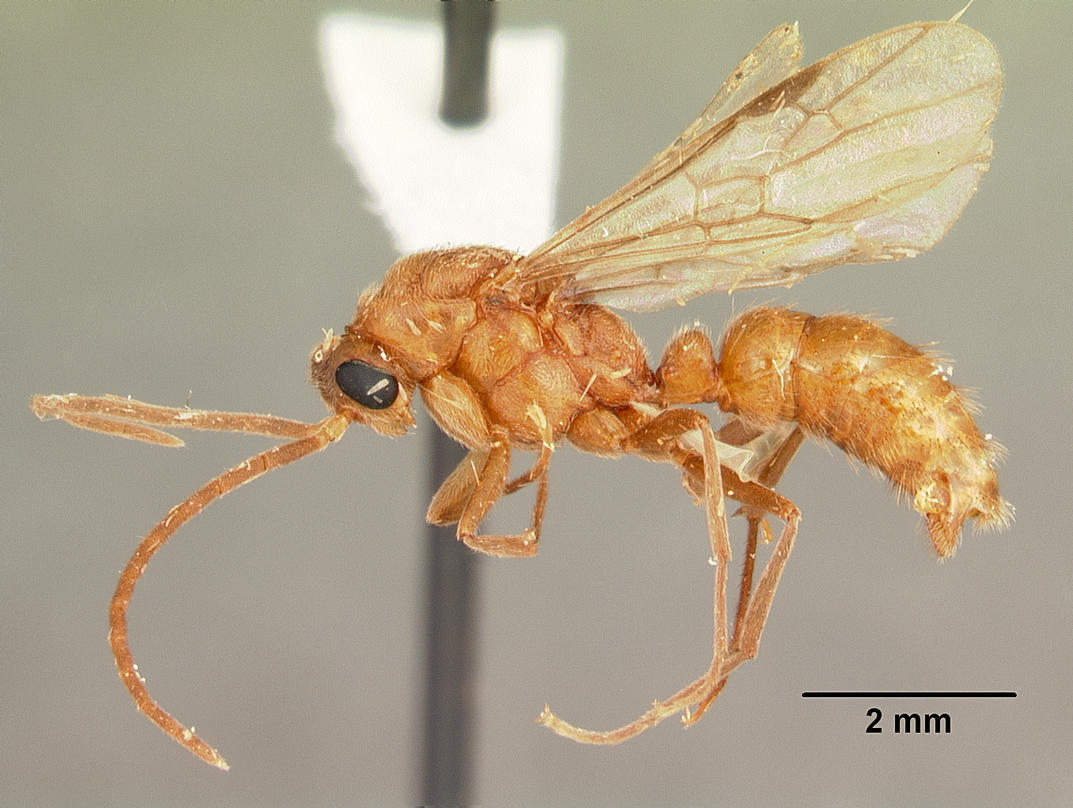
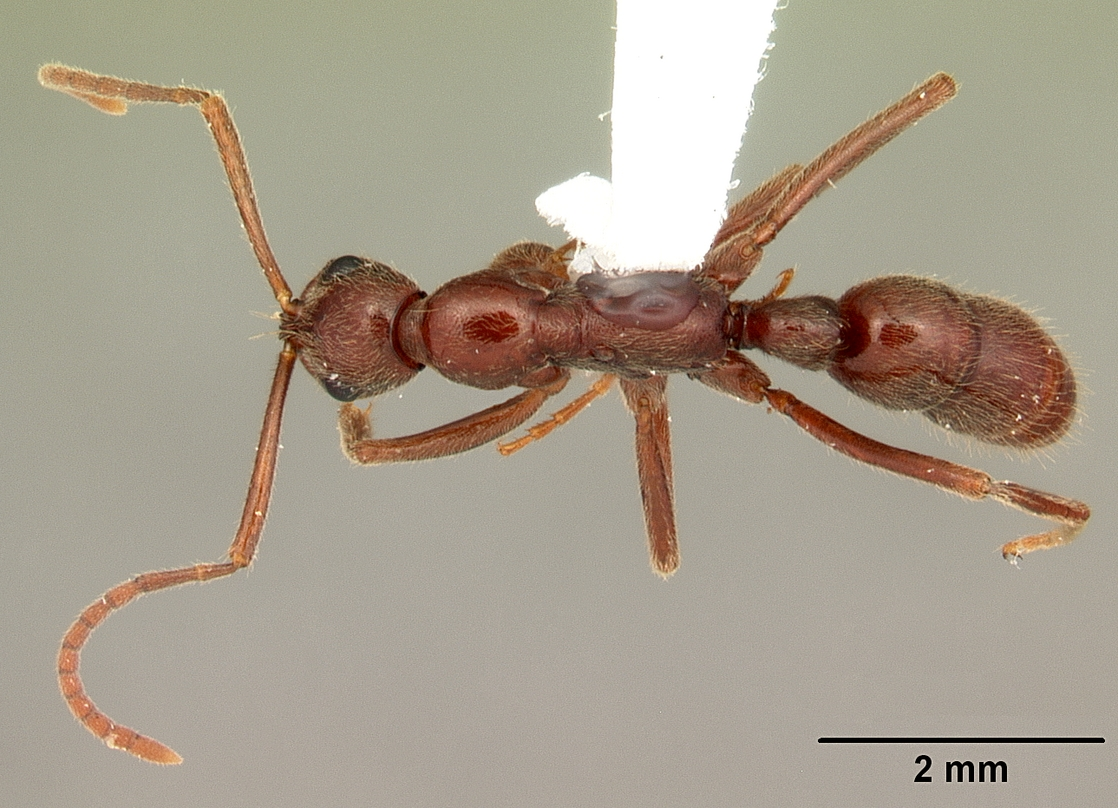